# Nikolaï Bourliaïev
Nikolaï Petrovitch Bourliaïev (en russe : Николай Петрович Бурляев) (autres transcriptions: Bourliaev, Bourlyayev, Burlyayev) est un acteur russe né le 3 août 1946 à Moscou. Il a également été réalisateur de plusieurs films.

## Biographie
Nikolaï Bourliaïev naît à Moscou. Son début à l'écran a lieu en 1961, dans le court métrage Le garçon et la colombe sous la direction d'Andreï Kontchalovski. Il interprète l'année suivante Ivan dans L'Enfance d'Ivan, le premier long-métrage d'Andreï Tarkovski qui lui confie en 1969 le rôle de Boriska le jeune fondeur de cloche dans Andreï Roublev.
En 1968, il sort diplômé de l'Institut d'art dramatique Boris Chtchoukine et en 1975 - de l'Institut national de la cinématographie (classe de Mikhaïl Romm et Lev Koulidjanov).
Depuis 1992 il est directeur général du Konzern Russian Film. Il est également président du Festival international du film des peuples slaves et orthodoxes Zolotoï Vitiaz.

## Opinions
Le 11 mars 2014, Nikolaï Bourliaïev apporte son soutien à Vladimir Poutine et à l'annexion de la Crimée par la Russie en signant, aux côtés de 500 autres artistes russes, une tribune publiée dans les Izvestia,.

## Filmographie partielle
- 1962 : L'Enfance d'Ivan (Иваново детство) d'Andreï Tarkovski : Ivan
- 1963 : Entrée dans la vie d'Igor Talankine : Oleg
- 1963 : Sans peur ni reproche (Без страха и упрёка) d'Alexandre Mitta : Youra Sorokine
- 1969 : Andreï Roublev (Андрей Рублёв) d'Andreï Tarkovski : Boriska
- 1969 : La Vérification (Проверка на дорогах) d'Alexeï Guerman : jeune policier
- 1979 : Quelques jours de la vie d'Oblomov (Несколько дней из жизни И. И. Обломова) de Nikita Mikhalkov : invité au mariage
- 1983 : Romance du front (Военно-полевой роман) de Piotr Todorovski : Alexandre Netoujyline
- 1994 : Le Maître et Marguerite (Мастер и Маргарита) de Iouri Kara : Yeshoua Ha-Nozri
- 2008 : L'Amiral (Адмиралъ) d'Andreï Kravtchouk : Nicolas II